# Carex humida
Carex humida là một loài thực vật có hoa trong họ Cói. Loài này được Y.L.Chang & Y.L.Yang mô tả khoa học đầu tiên năm 1976.